# شوهی اوهتانی
{{Infobox baseball biography|name=شوهی اوهتانی|image=
شوهی اوهتانی (انگلیسی: Shohei Ohtani؛ زادهٔ ۵ ژوئیهٔ ۱۹۹۴) بازیکن بیس‌بال اهل ژاپن است. وی برندهٔ جوایزی همچون تایم ۱۰۰ شده است.
از باشگاه‌هایی که در آن بازی کرده است می‌توان به لس آنجلس انجلز و لس آنجلس داجرز اشاره کرد.
وی در مسابقات کشوری و بین‌المللی در مجموع برندهٔ ۱ مدال طلا، ۱ مدال برنز شده است.